# Falanster

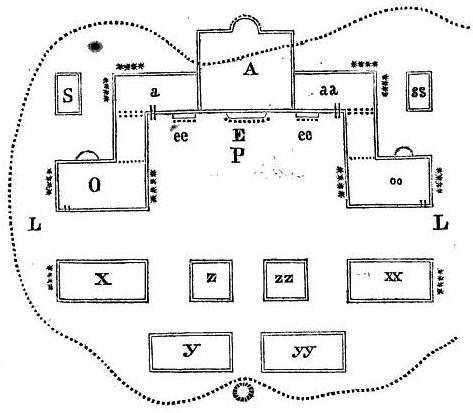
Plan falansteru

Falanster (fr. phalanstère) – projekt wspólnoty równych i wolnych ludzi zarządzającej własnym miastem, stworzony w pierwszej połowie XIX wieku przez utopijnego socjalistę Charles’a Fouriera.
Falanster miał mieć kształt pałacu, w ramach którego znajdowałyby się sale poświęcone nauce i konsumpcji oraz lokale użytkowane jako miejsca pracy i mieszkania. Przy nim znajdować miały się też obszary rolnicze, opera i kościół. W skład falansteru wchodzić miało 1620 członków – po jednym mężczyźnie i kobiecie z każdego z 810 typów ludzkich charakterów, które wyróżnił Charles Fourier. Budynek wzorowany był na pałacu wersalskim.
Idea Fouriera znalazła swoje odbicie w projekcie „Familister” w Guise we Francji, według projektu Jean-Baptiste’a Godina.